# Kévin Parsemain
Kévin Marius Parsemain (Le François, 13 de fevereiro de 1988) é um futebolista martinicano que atua como atacante. Atualmente joga pelo Golden Lion.[carece de fontes?]

## Carreira
Revelado pelo Club Franciscain, Parsemain jogou entre 2006 e 2009 no futebol francês, defendendo o time B do Le Mans (37 jogos e 3 gols em 2 temporadas e meia) e o Évian (até então conhecido por Olympique Croix de Savoie), também atuando pela equipe reserva. Sua única partida no time principal foi contra o Cherbourg, jogando os 20 minutos finais. A passagem de Parsemain foi prejudicada por uma lesão na virilha, e ele voltou à Martinica ainda em 2009 para defender o RC Rivière-Pilote, onde foi campeão nacional em 2010.
Em janeiro de 2014, foi noticiado que o atacante assinaria com o Seattle Sounders; o clube confirmou que ele passaria um período de testes, e durante a pré-temporada fez 2 gols contra outros times da Major League Soccer. Contratado em março, sofreu uma ruptura no ligamento anterior cruzado e especulou-se um período de recuperação entre 6 e 7 meses, fazendo com que Parsemain perdesse a temporada. Recuperado, ainda jogaria 5 vezes pelo time B dos Sounders, antes de ser dispensado em março de 2015.
Jogou também por DC Motema Pembe, Golden Lion e Ayutthaya United, voltando ao Golden Lion em 2020.

## Carreira internacional
Convocado para a Seleção Martinicana desde 2008, Parsemain é o maior artilheiro de uma seleção não-filiada à FIFA, com 35 gols em 55 partidas disputadas. A equipe que mais sofreu gols do atacante foi a seleção das Ilhas Virgens Britânicas, com 9, seguida por Montserrat (4) e Nova Caledônia (3).
Jogou 3 edições da Copa Ouro da CONCACAF, em 2013 (fez um gol na derrota por 3 a 1 para o México), 2017 (3 gols, contra Nicarágua e Estados Unidos; foi o artilheiro da competição, empatado com Alphonso Davies e Jordan Morris) e 2019 (um gol na derrota por 3 a 2 para o México).

## Títulos
RC Rivière-Pilote
- Campeonato Martinicano: 2010

Club Franciscain
- Campeonato Martinicano: 2004–05 e 2005–06
- Copa da Martinica: 2004 e 2005

Seleção Martinicana
- Coupe de l'Outre-Mer: 2010

### Individuais
- Artilheiro da Copa Ouro da CONCACAF de 2017 (3 gols)